# Ville di Fiemme
Ville di Fiemme es una comuna italiana de la provincia autónoma de Trento, región con estatuto especial de Trentino-Alto Adigio.
El actual municipio fue fundado el 1 de enero de 2020 mediante la fusión de las hasta entonces comunas separadas de Daiano (la actual capital municipal), Carano y Varena.
En 2021, el municipio tenía una población de 2637 habitantes.
Comprende un conjunto de áreas habitadas en la periferia septentrional de Cavalese y Castello-Molina di Fiemme, municipios limítrofes con los que forma una conurbación. El municipio es limítrofe al norte con la provincia autónoma de Bolzano.